# 拉薩革命造反總部
拉薩革命造反總部，簡稱造總（藏語：རྒྱལ་ལོ།，藏语拼音：Gyenlo），是拉薩地區無產階級文化大革命期間的主要造反派組織，領導人為陶長松，成员包括学生、工人、干部、居民、农牧民。主要组织为“专打土皇帝联络委员会”、“西藏红卫兵革命造反司令部”、“拉萨革命造反公社”等。
對立組織為大联指。

## 歷史
1966年12月22日 拉萨革命造反总部成立，发布成立宣言。將鬥爭對象確定為西藏军区司令员、中国共产党西藏自治区委员会第一书记張國華。
1967年1月13日 拉萨革命造反总部召開向上海市群衆組織學習，徹底粉碎資產階級路綫誓師大會。支持“紅色新聞造反團”奪《西藏日報》的權。
1967年1月23日 拉萨革命造反总部代表拉萨三百多个造反组织主持召开了两万多人参加的“无产阶级革命派大联合，夺走资本主义道路当权派的权誓师大会”，發佈“告西藏全区人民书”，举行火炬游行。
1967年2月26日 西藏军区对西藏日报社、西藏人民广播电台和拉萨有线广播站实行军事接管，同時逮捕造總成員。
1967年4月1日 中央文革小组下达“四·一指示”，命令军队停止镇压造反派。造總成員獲得平反。
1967年8月23日－9月17日 两派群众组织在拉萨武斗，制造大量死伤。
1968年6月7日 六·七大昭寺事件。解放军拉萨警备区部队军事攻击被造总设为广播站的大昭寺，在寺院内打死十人，在寺院外打死两人，伤多人。
1968年11月13日 西藏军区在拉萨人民体育场为造总等群众组织召开平反大会。
1969年3月25日 拉萨革命造反总部撤消。